# Krems in Kärnten
Pour les articles homonymes, voir Krems.
Krems in Kärnten est une commune autrichienne du district de Spittal an der Drau en Carinthie.

## Géographie
Le territoire communal s'étend dans le nord du Land de Carinthie, près de la frontière avec Salzbourg et Styrie. Il est situé dans les Alpes de Gurktal à l'est de la rivière Lieser et de la ville de Gmünd, appartenant en partie à la réserve de biosphère des montagnes de Nock (en allemand : Nockberge).
La commune comprend les villages d'Eisentratten, Innerkrems et Kremsbrücke. Elle se trouve près de l'autoroute des Tauern (A10), un des principales voies de communication à travers des Alpes orientales centrales.

## Histoire

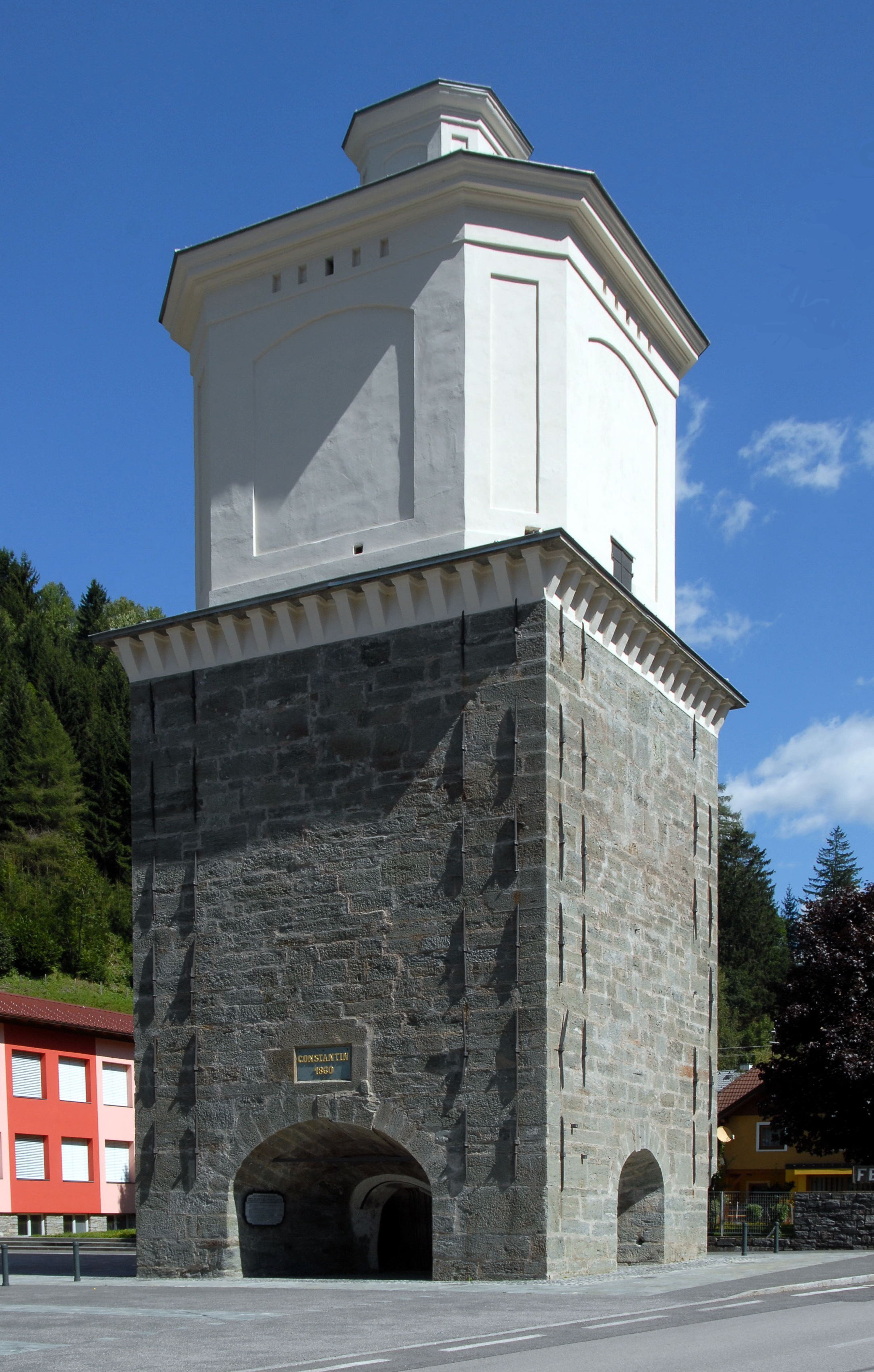
Le haut fourneau d'Eisentratten.

Au XIIe siècle, le château de Rauchenkatsch près de Kremsbrücke compta parmi les sites stratégiques au sud du col de Katschberg, construit par les archevêques de Salzbourg pour la sécurité sur la route commerciale à travers les montagnes des Tauern. Une première église dans la vallée est évoquée en 1351. C'est à cette époque que commence à s'installer diverses mines de fer. Un haut fourneau à Eisentratten est mis en service en 1566.
Pendant longtemsps, Krems est restée un avant-poste des archevêques de Salzbourg au sein du duché de Carinthie. Une église protestante a été érigée à Eisentratten en 1802. Aujourd'hui, la commune vit essentielleement de l'agriculture et du tourisme, notamment dans le domaine skiable d'Innerkrems.

## Personnalités
- Hanns Gasser (1817-1868), sculpteur et peintre.

## Jumelage
- Poppenricht, Allemagne.